# Matejev učinek
Matejev učinek je družbeni pojav, ki ga je leta 1968 opazil in poimenoval ameriški sociolog Robert K. Merton. Matejev učinek tolmači že prej opaženo zakonitost, da uspeh nudi še več priložnosti (»denar rojeva denar«), in da se večinoma, razen v izjemnih obdobjih, razlike med bogatimi in revnimi povečujejo.
Poimenovanje pojava izhaja iz izreka v Evangelija po Mateju:
»Kdor namreč ima, se mu bo dalo in bo imel obilo; kdor pa nima, se mu bo vzelo še to, kar ima« (Mt 13,12).
Matejev učinek pojasnjuje dediščino, v posplošenem smislu, ki obsega tudi minulo delo, kot enega izmed pomembnih faktorjev uspešnosti. Dediščina in priložnost sta faktorja uspešnosti, ki nista povezana s prirojenimi sposobnostmi ali osebnim prizadevanji. Strokovna utemeljitev nezasluženega uspeha je posebno pomembna v družbah, ki gojijo mit o neomejenih možnostih za uspeh.
O sestavinah uspešnosti poljudno piše Malcolm Gladwell v knjigi Prebojniki.